# Démarrage du DOS
Le démarrage du DOS est le process intervenant au démarrage de l'ordinateur avant que le DOS ne soit disponible pour l'utilisateur.
Plusieurs fichiers interviennent dans une chronologie préétablie.
À l'issue de cette phase de démarrage, le noyau, msdos.sys et l'interpréteur de commande command.com sont chargés en mémoire et disponibles.
Les deux fichiers IO.SYS et MSDOS.SYS sont situés à un emplacement particulier, dans la mesure où à leur chargement, le système de fichiers est inaccessible.

## Io.sys, le chargeur
IO.SYS (ou IBMBIO.COM sous IBM-DOS et PC-DOS) est un fichier essentiel au démarrage du DOS.
Il contient l'interfacage périphérique par défaut de DOS, ainsi que les routines d'accès au BIOS (par les interruptions 10h et 13h).
Dans le cycle de démarrage d'un ordinateur compatible PC, à l'amorçage d'un ordinateur, le premier secteur du disque de démarrage (le Master Boot Record) est exécuté. si celui-ci est un MBR DOS, il est capable de charger en mémoire et d'exécuter les 3 premiers secteurs du programme IO.SYS.
Puis le IO.SYS exécute les actions suivantes :
1. Se charge en mémoire complètement
2. Initialise chaque pilote informatique à son tour (console écran, disque, port série, notamment). À ce point, les périphériques par défaut sont disponibles.
3. Charge le programme MSDOS.SYS et exécute sa routine d'initialisation. À ce point, un accès au système de fichiers est disponible.
4. Traite le fichier de configuration Config.sys.
5. Charge l'interpréteur de commande par défaut command.com (ou un autre comme 4DOS si spécifié par la commande «shell=» du fichier Config.sys).

## Msdos.sys, le noyau
MSDOS.SYS est un fichier exécuté au démarrage des systèmes d'exploitation MS-DOS et Windows 9x.
Il est exécuté immédiatement après IO.SYS et contient le centre du système d'exploitation MS/DOS (Noyau DOS).
Sur les systèmes Windows, ce fichier MSDOS.SYS est simplement un fichier ASCII qui contient des paramètres de configuration directives.
Par défaut, le fichier est situé dans le répertoire racine de la partition bootable (habituellement désignée par C:\ dans les environnements DOS et Windows) et possède les attributs fichiers suivants : Caché, Système, et lecture seule.
IBM-DOS et PC-DOS utilise le fichier équivalent qui s'appelle IBMDOS.COM.

## Config.sys, la configuration du système par l'utilisateur-administrateur
Config.sys est un fichier texte intervenant dans le démarrage des Systèmes d'exploitation DOS et compatibles.
Dans le démarrage d'un Système d'exploitation MS-DOS, ce fichier intervient après MSDOS.SYS et IO.SYS et avant Autoexec.bat.
Ce fichier texte contient les ordres de lancement de dispositifs matériels, et/ ou des ordres de paramétrage du système Ms-Dos. Par exemple le nombre de buffers utilisés pour les accès disques, ou le nombre maximum de fichiers ouverts simultanément (FILES).
Les commandes :
On ne trouve que quelques commandes dans le CONFIG.SYS. Ce sont :
1. Commandes de chargement de programmes
2. Commandes de configuration du noyau DOS
3. Commandes de menus
4. Diverses

Exemple:
DEVICEHIGH=C:\DOS\ANSI.SYS
SHELL=C:\DOS\COMMAND.COM /E:1024 /P